# Bongenhielm
Bongenhielm är en svensk adlig ätt som ursprungligen kommer från Västergötland, och enligt huvudmannen under sent 1800-tal hette släkten före adlandet Bånge. Introducerades vid Riddarhuset år 1699. på nr: 1352.

## Släkttavla
1. Daniel Andersson Bonge, † 1690-09-09 i Sandhult/P och begraven där den 16 november s.å. Han hade fyra söner, insatta som reformerade underofficerare vid Östgöta inf. reg. år 1657. Gift troligen 2:o med Elisabet, † 1709-02-21 i Sandhult i Älvsborgs län, 86 år gammal. Kapten vid Östgöta infanteriregemente, kapten 1645-49, redovisas som reformerad 1646, 1651 och 1653-54, var 1655 kapten vid Södermanlands reg:te, stadsmajor i Elbing 1656 och ännu 1660-01-20, troligen även stadsmajor i Kalmar 1667-1670 där han 1668-11-02 nämns som sådan i rådsturättens protokoll. Uppges vara änkeman år 1670 i samband med en rättegång mot Brita Doost som krävde "exekution" på honom, för att han inte ville utföra konsistorii dom och gifta sig med henne. I Riksarkivets meritförteckning som han egenhändigt skrivit år 1656, kan man bl.a. läsa att han "...var uppfödd i Göteborg, i 26 års tid varit soldat under de tyska regementena, i 12 år för kapten, 1650 vid Wismar blev kompaniet understucket och är nu utan tjänst med hustru och barn.... Ofta varit skjuten och illa kväst....". Hans svärmoder från 1:a giftet avled 1681-01-09 i Borås. [2]
  1. Axel Bonge adlad Bongenhielm, född 1646-05-05 i Leipzig, † ogift 1701-02-15 i Bauske i Kurland, begr 1703-05-13 i Kalmar. Därefter förd till Sandhults kyrka i Älvsborgs län där han fick sin slutliga gravvård. Reformerad förare vid Östgöta infanteri regemente 1657. Kapten vid Västerbottens reg:te 1678.
  2. Daniel Bonge, adlad Bongenhielm född 1651-07-07, † 1712-01-15 i Mönsterås/H och begravd i Mönsterås kyrka. Reformerad förare vid Östgöta infanteri regemente 1657. Sergeant vid Kalmar reg:te 1670, fänrik vid Kalmar reg:te 1675, löjtnant 1677, konfirm.fullm. 1679, kaptenlöjtnant 1684, kapten 1700, avsked 1705. Gift 1:o med Maria Tornerefelt född 1654 på Gelebo, Mönsterås sn, † 1692-07-05 i Mönsterås sn, dotter till ryttmästaren Anders Tornerefelt och Sigrid Ulfsax. Gift 2:o 1694 med Margareta Bille, † 1696 i Mönsterås, dotter till kaptenen i dansk tjänst Peder Bille till Svanholm av dansk adel och Margareta Catharina Knutsdotter Akeleye. Gift 3:o 1698-02-06 i Mönsterås med Anna Baumgart, i hennes 2:a gifte (gift 1:a med tullkontrollören i Kalmar Lars Maville) född 1673, † 1704-10-09 i Kalmar. Dotter till råds- och handelsmannen i Kalmar Hans Von Baumgarten och Martha Rodde, samt syster till översten Nils Christer Von Baumgarten.
  3. Otto Bånge adlad Bongenhielm född 165x, † 1694-02-02. Kapten. Gift 1685 med Elisabet Tornerefelt född 1666-07-01, † 1749-12-10 på Boslätt gård, Mönsterås. Hennes 2:a gifte 1695/1696 med Johan Benjamin Croneborg troligen i Steneberga sn/F efter Göta Hovrätts dom 1695/1696.
  4. Christopher Bånge. Förare.
  5. Barn, † 1663-11-23 i Borås
  6. Dotter, † 1663-05-12 i Borås
  7. Anders Bånge född 1668-08-17 i Borås